# 桑布拉諾 (玻利瓦省)
桑布拉諾是哥倫比亞的城鎮，位於該國北部，由玻利瓦省負責管轄，始建於1770年，面積287平方公里，海拔高度5米，2005年人口10,246，人口密度每平方公里35.7人。
9°45′N 74°50′W / 9.750°N 74.833°W